# Czesław Polewiak
Czesław Polewiak (nascido em 1 de janeiro de 1944) é um ex-ciclista polonês. Terminou em segundo lugar na competição Volta à Polónia de 1970.